# Astragalus pehuenches
Astragalus pehuenches là một loài thực vật có hoa trong họ Đậu. Loài này được Niederl. miêu tả khoa học đầu tiên.